# New York Life Building
Il New York Life Building è un grattacielo storico di New York. Alto 187 metri e con 40 piani è stato completato nel 1928.

## Storia

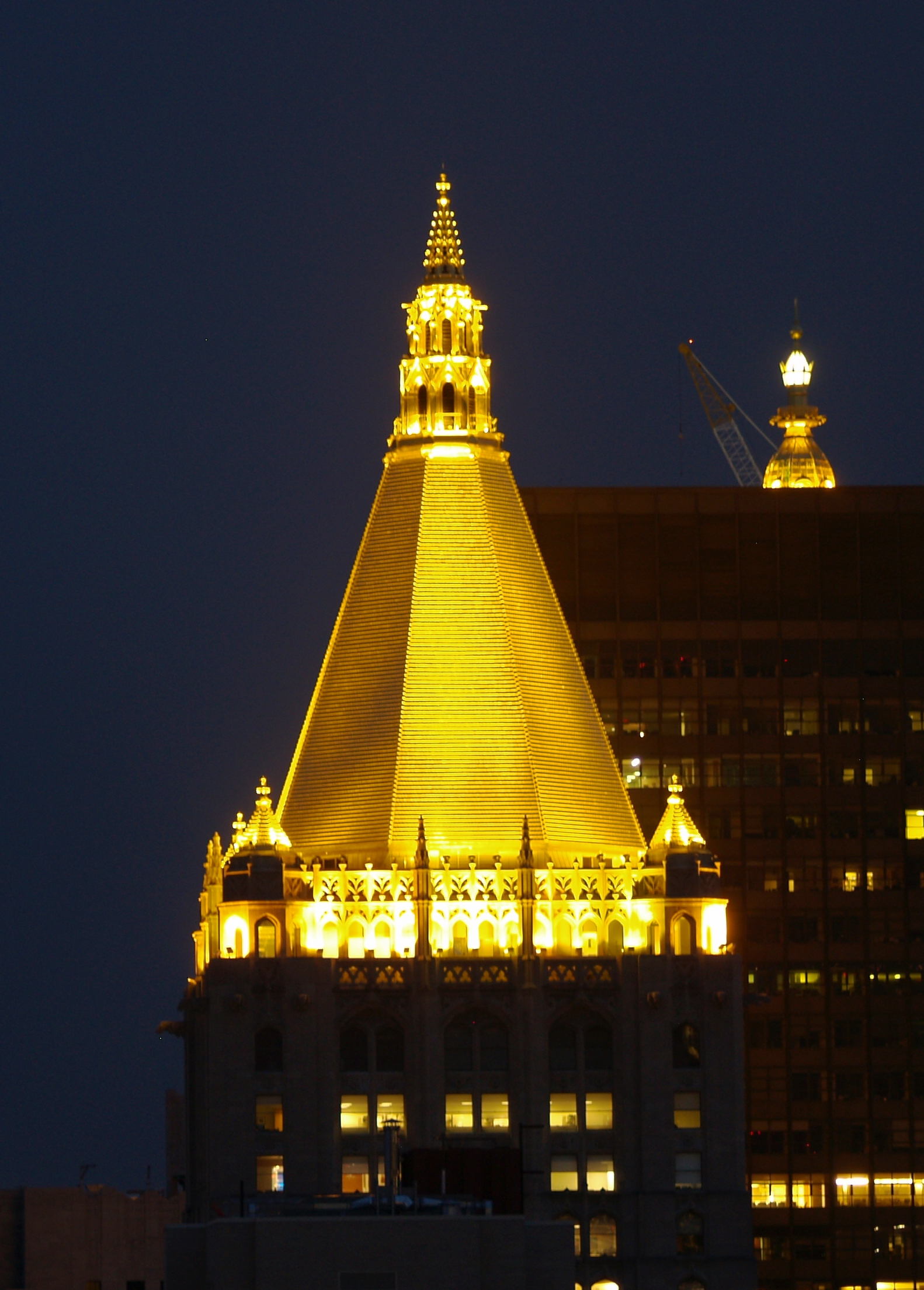
La guglia dell'edificio illuminata di notte

Progettato nel 1926 da Cass Gilbert, lo stesso che sviluppò il celebre Woolworth Building. Ispirato alla cattedrale di Salisbury, è stato l'ultimo significativo grattacielo di Gilbert a Manhattan. L'edificio fu completato nel 1928 dopo due anni di costruzione al costo di $ 21 milioni.
La guglia posta alla sommità del grattacielo è composta da 25.000 tessere dorate che dal 1995 vengono illuminate ogni notte.
L'edificio è iscritto dal 1972 nel Registro Nazionale dei luoghi storici e dal 2000 anche nel Registro di Conservazione degli edifici di New York.
Quando venne completato l'edificio era tra i più alti della città ma oggi è solo il novantanovesimo più alto di New York.